# 장계도
장계도(1941년 ~ )는 1973년 본인 스타일의 한국식 격투 시스템을 서양에 도입한 초기 합기도 수련자이자 무술의 대가이다.